# ليونارد كونلي
ليونارد كونلي (بالإنجليزية: Leonard Conley)‏ هو لاعب كرة قدم أمريكية أمريكي، ولد في 16 أكتوبر 1968 في تاربون سبرينغز في الولايات المتحدة.